# John Wright (hockeista su ghiaccio)
John Gilbert Brereton Wright (Toronto, 9 novembre 1948) è un ex hockeista su ghiaccio canadese.
Nel corso della carriera ha giocato nella National Hockey League.

## Carriera
In occasione dell'NHL Amateur Draft 1966 Wright fu scelto in quarta posizione assoluta dai Toronto Maple Leafs. Dal 1965 al 1968 egli militò nella Ontario Hockey Association con i Toronto Marlboros, conquistando nel 1967 la Memorial Cup. Nelle quattro stagioni successive continuò gli studi iscrivendosi all'Università di Toronto e laureandosi nel 1972 in educazione fisica.
Nel frattempo la franchigia dei Vancouver Canucks nel 1970 aveva acquisito i diritti su Wright dai Maple Leafs, e fu così che nella stagione 1972-73 il giocatore poté esordire in NHL con la maglia dei Canucks. Nel dicembre dei 1973 fu ceduto ai St. Louis Blues, squadra con cui concluse la stagione 1973-74.
Nell'estate del 1974 fu scelto durante l'Expansion Draft dalla nuova franchigia dei Kansas City Scouts. Tuttavia dopo sole quattro gare concluse la sua carriera NHL e terminò la stagione in American Hockey League con i Providence Reds. Nell'estate del 1975 non ancora trentenne si ritirò dall'attività agonistica.

## Palmarès

### Club
- Memorial Cup: 1

Toronto: 1967